# Кампус-Салис (Сеара)
Кампус-Салис (порт. Campos Sales) — муниципалитет в Бразилии, входит в штат Сеара. Составная часть мезорегиона Юг штата Сеара. Входит в экономико-статистический микрорегион Шапада-ду-Арарипи. Население составляет 27 254 человека на 2006 год. Занимает площадь 1 082,771 км². Плотность населения — 25,2 чел./км².
Праздник города — 29 июля.

## История
Город основан в 1899 году.

## Статистика
- Валовой внутренний продукт на 2003 составляет 44.090.356,00 реалов (данные: Бразильский институт географии и статистики).
- Валовой внутренний продукт на душу населения на 2003 составляет 1.665,04 реалов (данные: Бразильский институт географии и статистики).
- Индекс развития человеческого потенциала на 2000 составляет 0,655 (данные: Программа развития ООН).